# Präsidentschaftswahl in Polen 2010
Die Präsidentschaftswahl in Polen 2010 fand am 20. Juni 2010 statt, die notwendige Stichwahl erfolgte am 4. Juli 2010. Aus dieser ging Bronisław Komorowski als Sieger hervor.

## Hintergrund
Ursprünglich war geplant, die Wahl im Herbst 2010 abzuhalten. Durch den Tod des Präsidenten Lech Kaczyński beim Flugunfall von Smolensk 2010 am 10. April 2010 übernahm gemäß Artikel 131 der Polnischen Verfassung der Sejmmarschall Bronisław Komorowski vorläufig die Amtsgeschäfte Kaczyńskis. Entsprechend Artikel 128 musste er den Wahltermin innerhalb von 14 Tagen bekanntgeben, und eine Neuwahl des Präsidenten innerhalb eines Zeitraumes von 60 Tagen nach Verkündung erfolgen.
Am 21. April 2010 gab Komorowski den 20. Juni 2010 als Termin bekannt. Ein möglicher zweiter Wahlgang wurde auf den 4. Juli 2010 angesetzt.

## Termine
Die Staatliche Wahlkommission gab folgende Termine bekannt.
| Datum                        | Termin |
| ---------------------------- | --- |
| bis 26. April                | Bekanntgabe der Kandidaten an die Wahlkommission zusammen mit 1.000 Unterstützerunterschriften                                      |
| bis 6. Mai                   | letzter Tag zur Meldung der Kandidaten für die Präsidentschaftswahl zusammen mit einer Liste von 100.000 Unterstützerunterschriften |
| bis 16. Mai                  | Bekanntgabe der Wahlkreise |
| bis 30. Mai                  | Bekanntgabe der Wahlkreise außerhalb Polens                                                                                         |
| bis 31. Mai                  | Bekanntgabe von Informationen über die Präsidentschaftskandidaten durch die Wahlkommission                                          |
| 5. Juni bis 18. Juni         | Ausstrahlung von Wahlwerbesendungen im öffentlichen Rundfunk                                                                        |
| bis 6. Juni                  | Erstellung der Wählerlisten |
| 18. Juni                     | Ende der Wahlwerbung |
| 20. Juni 06:00 bis 20:00 Uhr | 1. Wahlgang |
| 4. Juli 06:00 bis 20:00 Uhr  | 2. Wahlgang (Stichwahl) |

## Kandidaten
Durch den Unfall bei Smolensk starben zwei Kandidaten der für den Herbst vorgesehenen Wahl. Dies war zum einen der Amtsinhaber Lech Kaczyński von der Prawo i Sprawiedliwość (Recht und Gerechtigkeit) sowie Jerzy Szmajdziński der Sojusz Lewicy Demokratycznej (Bund der Demokratischen Linken). Lech Kaczyński hatte seinen Antritt zur Wahl noch nicht offiziell verkündet, es wurde aber davon ausgegangen, dass er kandidiert.

### Zugelassene Kandidaten
Folgende Kandidaten konnten zur Wahl antreten, da sie zum 6. Mai 2010 bei der Wahlkommission mindestens 100.000 Unterstützerunterschriften vorgelegt hatten:
- Marek Jurek (* 1960), 2005–2007 Sejmmarschall
- Jarosław Kaczyński (* 1949), 2006–2007 Ministerpräsident Polens
- Bronisław Komorowski (* 1952), seit 2007 Sejmmarschall, seit April 2010 geschäftsführender Präsident Polens
- Janusz Korwin-Mikke (* 1942), Gründer der Partei Wolność i Praworządność (Freiheit und Rechtsstaatlichkeit)
- Andrzej Lepper (1954–2011), 2006–2007 Landwirtschaftsminister Polens
- Kornel Morawiecki (1941–2019), Gründer und Chef der Solidarność Walcząca (Kämpfende Solidarität)
- Grzegorz Napieralski (* 1974), seit 2008 Vorsitzender der Sojusz Lewicy Demokratycznej (Bund der Demokratischen Linken)
- Andrzej Olechowski (* 1947), 1993–1995 Außenminister Polens, Mitbegründer der Platforma Obywatelska (Bürgerplattform)
- Waldemar Pawlak (* 1959), seit November 2007 Wirtschaftsminister Polens
- Bogusław Ziętek (* 1964), seit 2005 Vorsitzender der Polska Partia Pracy (Polnische Partei der Arbeit)

Andrzej Lepper wurde kurzzeitig von der Wahlkommission als Kandidat abgelehnt, mit der Begründung, dass er vorbestraft wäre. Er war 2005 zu sechs Monaten Haft verurteilt worden. Der der Wahlkommission vorliegende Strafregisterauszug war aber nicht aktuell, die Verurteilung war vom polnischen Obersten Gerichtshof aufgehoben worden. Daher wurde er bereits am folgenden Tag wieder zugelassen.

### Nicht zugelassene Kandidaten
Folgende Kandidaten hatten sich zum 26. April 2010 zwar erfolgreich bei der Wahlkommission als Bewerber angemeldet, konnten aber nicht die erforderlichen 100.000 Stimmen für die Kandidatur aufbringen:
- Gabriel Janowski (* 1947), 1991–1993 Landwirtschaftsminister Polens
- Krzysztof Radosław Mazurski (* 1946), Wissenschaftler, Geograf
- Zdzisław Podkański (* 1949), Mitglied des europäischen Parlaments
- Roman Mariusz Sklepowicz
- Bogdan Szpryngiel
- Ludwik Wasiak, Vorsitzender der Stronnictwo Narodowe (Nationale Partei)
- Józef Franciszek Wójcik

Bereits zum 26. April wurden von der Wahlkommission abgelehnt:
- Zdzisław Jankowski (* 1943)
- Dariusz Edward Kosiur
- Bartłomiej Józef Kurzeja
- Paweł Pietrzyk
- Paweł Soroka (* 1953), polnischer Politologe
- Waldemar Urbanowski

## Wahlkampf

### 1. Wahlgang
Bis zur ersten Wahlrunde fand zwischen den zwei wichtigsten Bewerbern Kaczyński und Komorowski kein TV-Duell statt. Im Wahlkampf wurde Kaczyński gerichtlich verboten zu behaupten, Komorowski strebe eine Privatisierung des polnischen Gesundheitssystems an. Ein Berufungsgericht verpflichtete Kaczyński, seine Aussage auf zwei Fernsehsendern zu widerrufen.

### 2. Wahlgang
Am 27. und 30. Juni kam es zu einer Wahldebatte, die von den drei größten polnischen Fernsehsendern – TVP, TVN und Polsat – übertragen wurde.
Die erste Debatte war relativ ausgeglichen mit einem leichten Vorteil für Komorowski. Bei einer telefonischen Wählerbefragung durch die GfK Polonia sahen allerdings 52 Prozent Komorowski und nur 28 Prozent Kaczyński als Sieger.
Bei der zweiten Debatte hielten, nach einer GfK-Umfrage, 41 Prozent Komorowski, 37 Prozent Kaczyński für den Sieger, 18 Prozent sahen ein ausgeglichenes Ergebnis.

## Meinungsumfragen
Die aussichtsreichsten Kandidaten waren Bronisław Komorowski und Jarosław Kaczyński. Bei Umfragen Anfang Mai kam Komorowski auf 45 bis 50 Prozent, Kaczyński auf 34 bis 36 Prozent. Bei den letzten Umfragen vor der Wahl kam Komorowski auf 44 bis 42 Prozent der Stimmen, Kaczyński auf 29 bis 35 Prozent.

### 1. Wahlgang
| Datum         | Institut               | Kandidat             | Kandidat           | Kandidat             | Kandidat        | Kandidat           | Kandidat       | Kandidat            | Kandidat    | Kandidat          | Kandidat        | Unent- schlo- ssen | Quelle |
| Datum         | Institut               | Bronisław Komorowski | Jarosław Kaczyński | Grzegorz Napieralski | Waldemar Pawlak | Andrzej Olechowski | Andrzej Lepper | Janusz Korwin-Mikke | Marek Jurek | Kornel Morawiecki | Bogusław Ziętek | Unent- schlo- ssen | Quelle |
| ------------- | ---------------------- | -------------------- | ------------------ | -------------------- | --------------- | ------------------ | -------------- | ------------------- | ----------- | ----------------- | --------------- | ------------------ | ------ |
| 7. Mai 2010   | TNS OBOP               | 50 %                 | 36 %               | 4 %                  | 3 %             | 2 %                | 2 %            | 1 %                 | 1 %         | 0 %               | 0 %             | -                  | [ 14 ] |
| 10. Mai 2010  | SMG/KRC Millward Brown | 45 %                 | 34 %               | 5 %                  | 4 %             | 3 %                | 1 %            | 2 %                 | 1 %         | 0 %               | 0 %             | -                  | [ 15 ] |
| 12. Mai 2010  | GfK Polonia            | 41 %                 | 28 %               | 4 %                  | 0 %             | 3 %                | 0 %            | 0 %                 | 0 %         | 0 %               | 0 %             | 16 %               | [ 18 ] |
| 14. Mai 2010  | TNS OBOP               | 51 %                 | 38 %               | 4 %                  | 2 %             | 2 %                | 1 %            | 1 %                 | 1 %         | 0 %               | 0 %             | -                  | [ 19 ] |
| 15. Mai 2010  | GfK Polonia            | 48 %                 | 30 %               | 5 %                  | 2 %             | 4 %                | 2 %            | 2 %                 | 1 %         | 0 %               | 0 %             | 6 %                | [ 20 ] |
| 15. Mai 2010  | Homo Homini            | 42,2 %               | 35,9 %             | 4,7 %                | 5,7             | 2,3 %              | 0,6 %          | 0,7 %               | 1,9 %       | 0 %               | 0 %             | 6 %                | [ 21 ] |
| 17. Mai 2010  | SMG/KRC Millward Brown | 49 %                 | 29 %               | 3 %                  | 2 %             | 3 %                | 3 %            | 1 %                 | 1 %         | 0 %               | 0 %             | 7 %                | [ 22 ] |
| 22. Mai 2010  | GfK Polonia            | 53 %                 | 28 %               | 4 %                  | 3 %             | 4 %                | 4 %            | 3 %                 | 1 %         | 0 %               | 0 %             | -                  | [ 23 ] |
| 29. Mai 2010  | Homo Homini            | 47,6 %               | 32,5 %             | 6,1 %                | 4,2 %           | 1,6 %              | 0,7 %          | 0,6 %               | 0,7 %       | 0,1 %             | 0,1 %           | 5,6 %              | [ 24 ] |
| 31. Mai 2010  | SMG/KRC Millward Brown | 46 %                 | 30 %               | 9 %                  | 1 %             | 1 %                | 1 %            | 3 %                 | 0 %         | 0 %               | 0 %             | 5 %                | [ 25 ] |
| 2. Juni 2010  | PBS DGA                | 48 %                 | 33 %               | 8 %                  | 3 %             | 2 %                | 2 %            | 2 %                 | 0 %         | 0 %               | 0 %             | -                  | [ 26 ] |
| 4. Juni 2010  | SMG/KRC Millward Brown | 42 %                 | 31 %               | 6 %                  | 1 %             | 1 %                | 1 %            | 3 %                 | 0 %         | 0 %               | 0 %             | 15 %               | [ 27 ] |
| 5. Juni 2010  | Homo Homini            | 46,5 %               | 32,4 %             | 6,1 %                | 4,4 %           | 2,2 %              | 0,6 %          | 0,4 %               | 0,4 %       | 0,1 %             | 0 %             | 6,4 %              | [ 28 ] |
| 7. Juni 2010  | SMG/KRC Millward Brown | 43 %                 | 32 %               | 8 %                  | 3 %             | 2 %                | 1 %            | 2 %                 | 1 %         | 0 %               | 1 %             | 5 %                | [ 29 ] |
| 9. Juni 2010  | SMG/KRC Millward Brown | 45 %                 | 31 %               | 7 %                  | 2 %             | 2 %                | 1 %            | 2 %                 | 0 %         | 0 %               | 0 %             | 5 %                | [ 30 ] |
| 12. Juni 2010 | GfK Polonia            | 42 %                 | 29 %               | 11 %                 | 4 %             | 1 %                | 1 %            | 2 %                 | 1 %         | 0 %               | 0 %             | 9 %                | [ 31 ] |
| 16. Juni 2010 | GfK Polonia            | 48 %                 | 34 %               | 9 %                  | 2 %             | 2 %                | 2 %            | 3 %                 | 1 %         | 1 %               | 1 %             | -                  | [ 32 ] |
| 16. Juni 2010 | SMG/KRC Millward Brown | 41 %                 | 29 %               | 12 %                 | 2 %             | 1 %                | 1 %            | 2 %                 | 1 %         | 0 %               | 0 %             | -                  | [ 33 ] |
| 17. Juni 2010 | TNS OBOP               | 42 %                 | 35 %               | 13 %                 | 2 %             | 2 %                | 1 %            | 3 %                 | 1 %         | 0 %               | 0 %             | -                  | [ 16 ] |
| 18. Juni 2010 | MillwardBrown SMG/KRC  | 44 %                 | 29 %               | 13 %                 | 2 %             | 2 %                | 1 %            | 3 %                 | 1 %         | 0 %               | 0 %             | 5 %                | [ 17 ] |

### 2. Wahlgang
| Datum                   | Institut               | Kandidat             | Kandidat           | Unentschlossen | Quelle |
| Datum                   | Institut               | Bronisław Komorowski | Jarosław Kaczyński | Unentschlossen | Quelle |
| ----------------------- | ---------------------- | -------------------- | ------------------ | -------------- | ------ |
| 7. Mai 2010             | TNS OBOP               | 61 %                 | 39 %               | -              | [ 14 ] |
| 10. Mai 2010            | SMG/KRC                | 54 %                 | 41 %               | 5 %            | [ 15 ] |
| 12. Mai 2010            | GfK Polonia            | 53 %                 | 34 %               | 13 %           | [ 18 ] |
| 14. Mai 2010            | TNS OBOP               | 55 %                 | 39 %               | 6 %            | [ 34 ] |
| 17. Mai 2010            | SMG/KRC Millward Brown | 58 %                 | 33 %               | 9 %            | [ 35 ] |
| 2. Juni 2010            | PBS DGA                | 64 %                 | 36 %               | -              | [ 36 ] |
| 4. Juni 2010            | SMG/KRC Millward Brown | 56 %                 | 35 %               | 9 %            | [ 37 ] |
| 9. Juni 2010            | SMG/KRC Millward Brown | 54 %                 | 36 %               | 7 %            | [ 30 ] |
| 16. Juni 2010           | SMG/KRC Millward Brown | 60 %                 | 40 %               | -              | [ 32 ] |
| 18. Juni 2010           | MillwardBrown SMG/KRC  | 56 %                 | 33 %               | 11 %           | [ 17 ] |
| 30. Juni – 1. Juli 2010 | TNS OBOP               | 45 %                 | 37 %               | 18 %           | [ 38 ] |
| 1. Juli 2010            | GfK Polonia            | 47 %                 | 49 %               | 4 %            | [ 39 ] |
| 2. Juli 2010            | Millward Brown SMG/KRC | 51 %                 | 44 %               | 5 %            | [ 40 ] |
| 2. Juli 2010            | Homo Homini            | 47,6 %               | 45,2 %             | 7,2 %          | [ 38 ] |

## Amtliches Endergebnis

Stimmverteilung (1. Wahlgang) in einzelnen Powiats

Stimmverteilung (2. Wahlgang) in einzelnen Powiats

Bei der Wahl am 20. Juni erreichte Komorowski 41,5 Prozent und Kaczynski 36,5 Prozent. Damit kam es am 4. Juli 2010 zu einer Stichwahl.
Die Wahl gewann Bronisław Komorowski mit 53,01 Prozent der Stimmen vor Jarosław Kaczyński mit 46,99 Prozent.
Kaczyński konnte vor allem die Bevölkerung auf dem Land für sich gewinnen, für Komorowski stimmten die meisten Menschen in großen Städten und die Auslandspolen. Insgesamt stimmten mehr Wähler für Komorowski, je weiter im Westen und Nordwesten Polens sie lebten. Die Wahlbeteiligung lag bei 55,31 Prozent. In der Wojewodschaft Masowien gab es mit 61,55 Prozent die höchste Wahlbeteiligung, die geringste lag bei 46,67 Prozent in der Wojewodschaft Oppeln.
Die Vereidigung Komorowskis vor der Nationalversammlung erfolgte am 6. August 2010.
Amtliches Endergebnis:
| Kandidaten                                         | Kandidaten           | Parteien                            | 1. Wahlgang | 1. Wahlgang | 2. Wahlgang | 2. Wahlgang |
| Kandidaten                                         | Kandidaten           | Parteien                            | Stimmen     | %           | Stimmen     | %           |
| -------------------------------------------------- | -------------------- | ----------------------------------- | ----------- | ----------- | ----------- | ----------- |
|                                                    | Bronisław Komorowski | Platforma Obywatelska               | 6.981.319   | 41,5        | 8.933.887   | 53,0        |
|                                                    | Jarosław Kaczyński   | Prawo i Sprawiedliwość              | 6.128.255   | 36,5        | 7.919.134   | 47,0        |
|                                                    | Grzegorz Napieralski | Sojusz Lewicy Demokratycznej        | 2.299.870   | 13,7        |             |             |
|                                                    | Janusz Korwin-Mikke  | Wolność i Praworządność             | 416.898     | 2,5         |             |             |
|                                                    | Waldemar Pawlak      | Polskie Stronnictwo Ludowe          | 294.273     | 1,8         |             |             |
|                                                    | Andrzej Olechowski   | Parteilos                           | 242.439     | 1,4         |             |             |
|                                                    | Andrzej Lepper       | Samoobrona Rzeczpospolitej Polskiej | 214.657     | 1,3         |             |             |
|                                                    | Marek Jurek          | Prawica Rzeczypospolitej            | 177.315     | 1,1         |             |             |
|                                                    | Bogusław Ziętek      | Polska Partia Pracy                 | 29.548      | 0,2         |             |             |
|                                                    | Kornel Morawiecki    | Parteilos                           | 21.596      | 0,1         |             |             |
| Gesamt                                             | Gesamt               | Gesamt                              | 16.806.170  | 100         | 16.853.021  | 100         |
|                                                    |                      |                                     |             |             |             |             |
| Ungültige Stimmen                                  | Ungültige Stimmen    | Ungültige Stimmen                   | 117.662     | 0,7         | 197.396     | 1,2         |
| Wähler                                             | Wähler               | Wähler                              | 16.923.832  | 54,9        | 17.050.417  | 55,3        |
| Wahlberechtigte                                    | Wahlberechtigte      | Wahlberechtigte                     | 30.813.005  |             | 30.833.924  |             |
|                                                    |                      |                                     |             |             |             |             |
| Quellen: Dziennik Ustaw, 1. Wahlgang – 2. Wahlgang |                      |                                     |             |             |             |             |